# Nationaal Songfestival 2000
Het Nationaal Songfestival in 2000 werd gehouden in Ahoy, Rotterdam op zondag 27 februari en werd gepresenteerd door Paul de Leeuw. Er waren acht kandidaten die met elkaar streden om de eer Nederland te mogen vertegenwoordigen op het Eurovisiesongfestival 2000, dat in Stockholm gehouden zou worden.

Kandidaten waren onder anderen musicalster Linda Wagenmakers, Arno Kolenbrander en de Friestalige inzending van Gina. Het lied "No goodbyes" won met overmacht. Wagenmakers droeg een opvallende jurk, waar twee dansers onder vandaan kwamen.

## Uitslag
| Positie | Uitvoerende(n)    | Liedtitel         | Punten |
| ------- | ----------------- | ----------------- | ------ |
| 1       | Linda Wagenmakers | No goodbyes       | 252    |
| 2       | Splash!           | Close harmony     | 118    |
| 3       | Arno Kolenbrander | One step behind   | 115    |
| 4       | Sonny             | Wawakilele        | 85     |
| 5       | Gina              | Hjir is it begjin | 76     |
| 6       | Sandy Kandau      | One step closer   | 32     |
| 7       | Alderliefste      | Evenwicht         | 31     |
| 8       | Dewi              | Hit it off        | 10     |

| Lied              | Limburg | Flevoland | Noord Holland | Zuid Holland | Zeeland | Noord Brabant | Gelderland | Drenthe | Utrecht | Friesland | Groningen | Overijssel | Televoting | Totaal |
| ----------------- | ------- | --------- | ------------- | ------------ | ------- | ------------- | ---------- | ------- | ------- | --------- | --------- | ---------- | ---------- | ------ |
| One Step Closer   | 4       | 3         | 5             | 3            | 1       | 5             | 4          | 5       | 7       | 2         | 3         | 5          | 12         | 59     |
| Hjir is it begjin | 1       | 1         | 3             | 2            | 7       | 3             | 2          | 1       | 2       | 10        | 2         | 4          | 38         | 76     |
| Wawakilele        | 5       | 2         | 7             | 5            | 2       | 7             | 1          | 3       | 5       | 4         | 4         | 1          | 39         | 85     |
| Close Harmony     | 7       | 7         | 4             | 10           | 10      | 4             | 10         | 7       | 4       | 5         | 5         | 7          | 38         | 118    |
| No Goodbyes       | 10      | 10        | 10            | 7            | 5       | 10            | 7          | 10      | 10      | 7         | 10        | 10         | 146        | 252    |
| One Step Behind   | 3       | 5         | 1             | 4            | 4       | 0             | 5          | 2       | 1       | 0         | 7         | 3          | 80         | 115    |
| Evenwicht         | 2       | 4         | 2             | 1            | 3       | 2             | 3          | 4       | 0       | 3         | 1         | 2          | 15         | 42     |
| Hit It Off        | 0       | 0         | 0             | 0            | 0       | 1             | 0          | 0       | 3       | 1         | 0         | 0          | 13         | 18     |

Linda Wagenmakers werd met "No goodbyes" van Ellert Driessen en John O'Hare dertiende op het Eurovisiesongfestival 2000. Het festival werd in Nederland niet in zijn geheel uitgezonden, omdat in Enschede die dag een vuurwerkramp had plaatsgevonden.
1956 · 1957 · 1958 · 1959 · 1960 · 1961 · 1962 · 1963 · 1964 · 1965 · 1966 · 1967 · 1968 · 1969 · 1970 · 1971 · 1972 · 1973 · 1974 · 1975 · 1976 · 1977 · 1978 · 1979 · 1980 · 1981 · 1982 · 1983 · 1984 · 1986 · 1987 · 1988 · 1989 · 1990 · 1992 · 1993 · 1994 · 1996 · 1997 · 1998 · 1999 · 2000 · 2001 · 2003 · 2004 · 2005 · 2006 · 2007 · 2008 · 2009 · 2010 · 2011 · 2012